# Benejúzar (kommunhuvudort)
Benejúzar är en kommunhuvudort i Spanien.   Den ligger i provinsen Provincia de Alicante och regionen Valencia, i den sydöstra delen av landet, 400 km sydost om huvudstaden Madrid. Benejúzar ligger 28 meter över havet och antalet invånare är 5 295.
Terrängen runt Benejúzar är huvudsakligen platt, men åt nordväst är den kuperad.Runt Benejúzar är det tätbefolkat, med 343 invånare per kvadratkilometer. Närmaste större samhälle är Torrevieja, 17,6 km sydost om Benejúzar. Trakten runt Benejúzar består till största delen av jordbruksmark.